# Clóvis Beviláqua

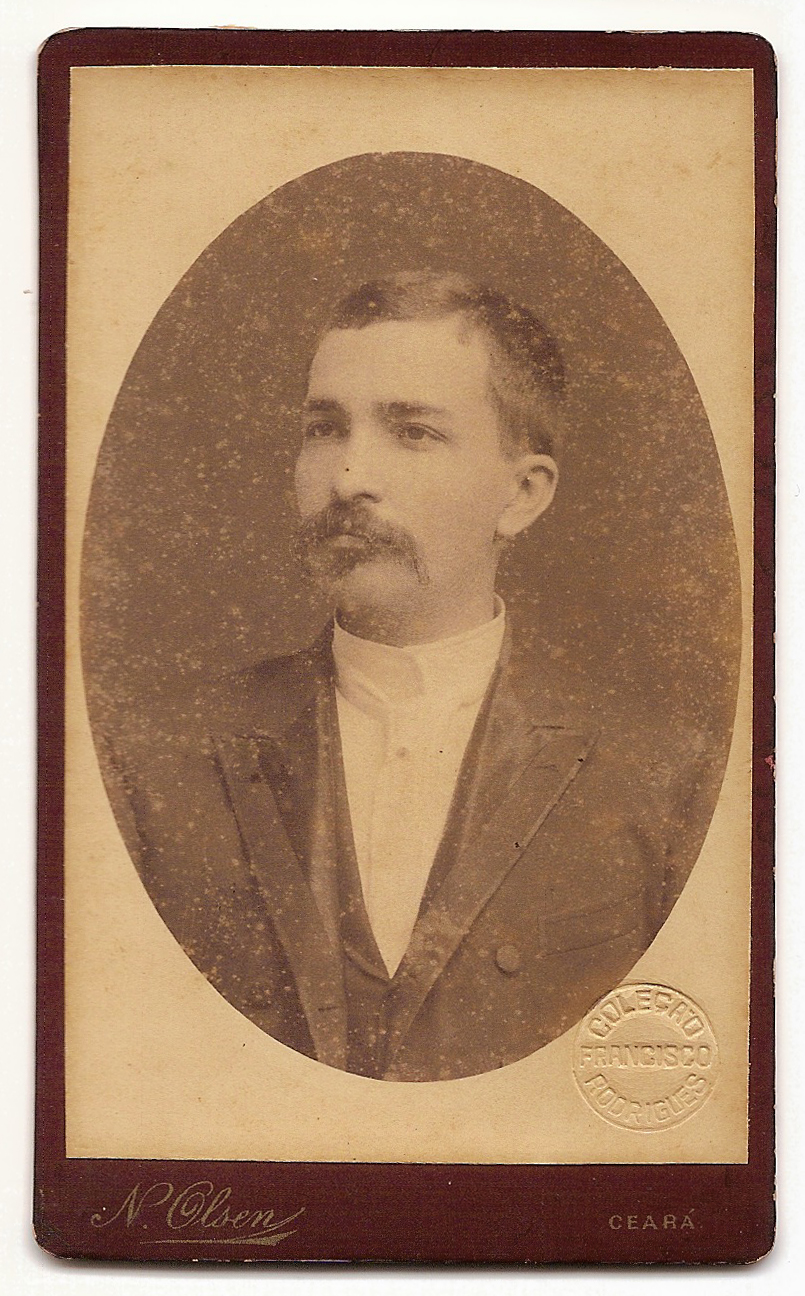
Clóvis Beviláqua.

Clóvis Beviláqua (Viçosa do Ceará, Ceará, 4 de octubre de 1859 - Río de Janeiro, 26 de julio de 1944) fue un jurista, historiador, periodista, educador y filósofo brasileño.

## Biografía
Nacido en Viçosa do Ceará (Ceará, Región Nordeste de Brasil) en 1859, Beviláqua fue profesor de Derecho civil y Derecho comparado en Recife. Como autor del Código Civil de Brasil de 1916, cuyo primer borrador presentó en 1899, y primer comentador del mismo, se le considera el padre fundador del Derecho civil brasileño. Fundó y ocupó decimocuarta cátedra de la Academia Brasileña de Letras, financiada por Franklin Távora.

## Obras
- 1882 Emile Littré
- 1882 Esboço sintético do movimento romântico brasileiro
- 1883 Estudos de direito e economia política
- 1888 Conceito antigo e moderno da Metafísica
- 1888 Épocas e individualidades: estudos literários
- 1893 Lições de legislação comparada sobre o Direito Privado
- 1894 Frases e fantasias
- 1895 A concepção de sociologia de Gumplowicz
- 1896 Direito de Família
- 1896 Direito das Obrigações
- 1896 Criminologia e direito
- 1897 Juristas philosophos
- 1899 Esboços e fragmentos
- 1899 Direito das Sucessões
- 1905 Silvio Romero
- 1906 Princípios elementares de direito internacional privado
- 1906 Em defeza do projeto de código civil brasileiro
- 1908 Teoria Geral do Direito Civil
- 1911 Direito Público Internacional
- 1916 Estudos jurídicos: historia, philosophia e critica
- 1916 Código Civil dos Estados Unidos do Brasil Comentado (6 vols)
- 1921 Projet d'organisation d'une cour permanente de justice internationale
- 1927 Historia da Faculdade de Direito do Recife
- 1930 Linhas e perfís jurídicos
- 1930 Direito internacional brasileiro: conferência
- 1937 Revivendo o passado: fíguras e datas
- 1937 O stereografo: estudo de crítica genética
- 1939 Opúsculos
- 1942 Direito das Coisas
- 1941 Execução de um julgado: pareceres dos jurisconsultos
- Soluções práticas de direito.